# Thompsonirhinus plumbeus
Thompsonirhinus plumbeus là một loài bọ cánh cứng trong họ Rhynchitidae. Loài này được Roelofs miêu tả khoa học năm 1874.